# Bandeira do Sul
Bandeira do Sul is een gemeente in de Braziliaanse deelstaat Minas Gerais. De gemeente telt 5.330 inwoners (schatting 2009).

## Aangrenzende gemeenten
De gemeente grenst aan Botelhos, Caldas, Campestre en Poços de Caldas.